# Jelena Blagojević
Pour les articles homonymes, voir Blagojević.
Jelena Blagojević est une joueuse de volley-ball serbe née le 1er décembre 1988 à Olovo (Bosnie-Herzégovine). Elle mesure 1,81 m et joue au poste de réceptionneuse-attaquante. Elle totalise 70 sélections en équipe de Serbie.

## Clubs
| Club                  | De        | À         |
| --------------------- | --------- | --------- |
| Étoile Rouge Belgrade | 2007-2008 | 2010-2011 |
| Robur Tiboni Urbino   | 2011-2012 | 2011-2012 |
| Volley Bergame        | 2012-2013 | 2014-2015 |
| İdmanocağı Trabzon    | 2015-2016 | 2015-2016 |
| Chemik Police         | 2016-2017 | 2016-2017 |
| Developres Rzeszów    | 2017-2018 | …         |

## Palmarès

### Équipe nationale
- Championnat d'Europe
  - Vainqueur : 2017, 2019.

### Clubs
- Challenge Cup
  - Finaliste : 2016.
- Championnat de Serbie
  - Vainqueur : 2010, 2011.
- Coupe de Serbie
  - Vainqueur : 2010, 2011.
- Coupe d'Italie
  - Finaliste : 2014.
- Championnat de Pologne
  - Vainqueur : 2017.
  - Finaliste : 2020.
- Coupe de Pologne
  - Vainqueur : 2017.
  - Finaliste : 2019, 2020.

### Distinctions individuelles
- Challenge Cup féminine 2015-2016: MVP.